# Kovačevac (Lipik)
Kovačevac (1910-től 1981-ig Kovačevac Čaglićki) falu Horvátországban Pozsega-Szlavónia megyében. Közigazgatásilag Lipikhez tartozik.

## Fekvése
Pozsegától légvonalban 41, közúton 59 km-re nyugatra, községközpontjától légvonalban 4, közúton 5 km-re délre, Nyugat-Szlavóniában a Psunj-hegység területén fekszik. Nyugatról Livađani és Kričke, északról Donji Čaglić, keletről Bjelanovac határolja.

## Története
A térség a középkorban Fejérkő várának uradalmához tartozott, a 16. század közepétől több mint száz évig török uralom alatt állt. A 17. század végétől a török kiűzése után a területre folyamatosan telepítették be a keresztény lakosságot. Első lakói pravoszláv vlach határőrök voltak. Az első katonai felmérés térképén „Dorf Kovachevacz” néven találjuk. Lipszky János 1808-ban Budán kiadott repertóriumában „Kovachevacz” néven szerepel. Nagy Lajos 1829-ben kiadott művében „Kovachevacz” néven összesen 43 házzal, 4 katolikus és 209 ortodox vallású lakossal találjuk.
A településnek 1857-ben 146, 1910-ben 290 lakosa volt. 1910-ben a népszámlálás adatai szerint lakosságának 99%-a szerb anyanyelvű volt. A gradiskai határőrezredhez tartozott, majd a katonai közigazgatás megszüntetése után Pozsega vármegye Pakráci járásának része volt. Az első világháború után 1918-ban az új szerb-horvát-szlovén állam, majd később (1929-ben) Jugoszlávia része lett. 1991-ben teljes lakossága szerb nemzetiségű volt. A délszláv háború során a települést csak a háború végén 1995-ben a Villám hadművelet során foglalták vissza a horvát erők. 2011-ben 29 lakosa volt.

## Lakossága
| Lakosság változása | Lakosság változása | Lakosság változása | Lakosság változása | Lakosság változása | Lakosság változása | Lakosság változása | Lakosság változása | Lakosság változása | Lakosság változása | Lakosság változása | Lakosság változása | Lakosság változása | Lakosság változása | Lakosság változása | Lakosság változása |
| ------------------ | ------------------ | ------------------ | ------------------ | ------------------ | ------------------ | ------------------ | ------------------ | ------------------ | ------------------ | ------------------ | ------------------ | ------------------ | ------------------ | ------------------ | ------------------ |
| 1857               | 1869               | 1880               | 1890               | 1900               | 1910               | 1921               | 1931               | 1948               | 1953               | 1961               | 1971               | 1981               | 1991               | 2001               | 2011               |
| 146                | 174                | 149                | 191                | 237                | 290                | 265                | 293                | 259                | 249                | 235                | 182                | 92                 | 62                 | 31                 | 29                 |